# Pseudoflatoides albus
Pseudoflatoides albus är en insektsart som först beskrevs av Caldwell och Martorell 1951.  Pseudoflatoides albus ingår i släktet Pseudoflatoides och familjen Flatidae. Inga underarter finns listade i Catalogue of Life.